# Chenorhamphus
Chenorhamphus är ett litet fågelsläkte i familjen blåsmygar inom ordningen tättingar. Släktet omfattar endast två arter som förekommer på Nya Guinea:
- Brednäbbad blåsmyg (C. grayi)
- Svartkronad blåsmyg (C. campbelli) – behandlas ibland som underart till grayi